# Stacja Warszawa (singel)
Stacja Warszawa – dwudziesty szósty singel polskiego zespołu Lady Pank, został wydany na płycie CD. Singel ten promował studyjną płytę zespołu zatytułowaną Teraz. Muzyka i tekst zostały stworzone przez Jana Borysewicza oraz Andrzeja Mogielnickiego. Do utworu powstał teledysk, w reżyserii Marty Pruskiej, przedstawiający różnych mieszkańców polskiej stolicy. „Stacja Warszawa” zajmowała najwyższe miejsca na listach przebojów w 2004 roku.

## Skład zespołu
Podstawowy skład
- Jan Borysewicz – gitara
- Janusz Panasewicz – wokal
- Jakub Jabłoński – perkusja
- Krzysztof Kieliszkiewicz – gitara basowa[5]

Dodatkowi artyści
- Wojciech Olszak – instrumenty klawiszowe
- Mariusz Pieczara – wokal
- Michał Sitarski – gitara[5]

## Notowania

### Tygodniowe
| Terytorium | Notowanie                                       | Pozycja | Źr.   |
| ---------- | ----------------------------------------------- | ------- | ----- |
| Polska     | 30 ton – lista, lista przebojów                 | 4       |       |
| Polska     | Lista przebojów Programu Trzeciego              | 1       | [ 6 ] |
| Polska     | Poplista                                        | 1       | [ 7 ] |
| Polska     | Szczecińska Lista Przebojów                     | 1       | [ 8 ] |
| Polska     | Lista Przebojów Polskiego Radia Pomorza i Kujaw | 4       | [ 9 ] |